# جون مور (كاهن كاثوليكي)
جون مور (بالإنجليزية: John Moore)‏ هو كاهن كاثوليكي أمريكي، ولد في 27 يونيو 1835 في Delvin ‏ في جمهورية أيرلندا، وتوفي في 30 يوليو 1901.